# François Fouquat
François Fouquat, né le 17 juillet 1922 à Poullaouen dans le Finistère et mort le 15 juin 1944 à Crux-la-Ville près de Saint-Saulge, Nièvre, est un officier des Forces françaises libres puis des services spéciaux pendant la Seconde Guerre mondiale, Compagnon de la Libération. 

## Biographie
Né en 1922 à Poullaouen dans le Finistère, François Fouquat est le fils de cultivateurs bretons. Il réussit son certificat d'études primaires, puis son brevet. Il commence ensuite à travailler à l'arsenal de Brest, comme apprenti voilier-gréeur.

### Rejoint la France libre
Pendant la Seconde Guerre mondiale, François Fouquat choisit de répondre à l'appel du général de Gaulle, et embarque à 17 ans le 20 juin 1940 à Ouessant sur un chalutier pour l'Angleterre. Il s'y engage le 1er juillet dans les Forces françaises libres.
Il reçoit une instruction et un entraînement au camp d'Aldershot, au sein de la 2e Compagnie du bataillon de chasseurs de Camberley. Il termine le cours de sous-officiers en février 1941, et en sort 6e sur 79.

### Combats de la France libre en Afrique
Nommé instructeur au bataillon du Pool à Brazzaville en mai 1941, il est affecté l'année suivante au Régiment de tirailleurs sénégalais du Tchad, au sein de la « Force L » du colonel Leclerc. Il combat dans le Fezzan, en Tripolitaine et en Tunisie. Il y est cité pour sa conduite et son sang-froid dans les combats victorieux de la bataille de Ksar Ghilane.
Il est ensuite nommé le 1er juin 1943 au QG du général de Gaulle à Alger. Mais ce poste sédentaire ne lui convient pas, il se porte volontaire pour des missions sur le territoire français.

### Sabotages avec la Résistance
Nommé alors au Bureau central de renseignements et d'action (BCRA), il se rend en Angleterre en juillet 1943 pour rejoindre le siège de sa nouvelle unité. Il suit un entraînement intensif, ainsi que des cours de sabotage et de parachutisme. Son nom de code est « Cisailles ».  
Chargé de mission de 2e classe et agent « P.3 », il est parachuté le 21 décembre 1943 dans l'Ain. Il prend contact avec deux agents qui l'ont précédé. Leur objectif est de saboter les principales usines de roulements à billes et les industries d'armement de la région parisienne, pour les neutraliser. De tels sabotages, plus ciblés que les bombardements, atteignent les mêmes objectifs en épargnant la population civile.
Il attaque en janvier 1944 l'usine SKF à Ivry mais il est blessé par les Allemands prévenus par un dénonciateur. Guéri, il participe successivement aux sabotages des usines Timkem à Gennevilliers, Malicet et Blin à Aubervilliers, de l'entreprise Rossi à Levallois, de la société Bronzavia à Courbevoie, de l'usine Renault de Billancourt, de la société Hotchkiss à Clichy, de février à mai 1944.

### Sabotages et combats avec le maquis
Il reçoit ensuite l'ordre de rejoindre le maquis Julien, dans le Morvan. Il prend part à la destruction de huit écluses du canal du Nivernais, y empêchant ainsi la navigation, ce qui handicape les Allemands au moment du débarquement en Normandie. Il participe le 12 juin aux combats de Lormes et contribue à mettre hors de combat une douzaine d'Allemands.
Trois jours après, il rentre de la réception d'un parachutage d'armement en compagnie de trois camarades de lutte ; ils sont attaqués par une colonne allemande à Crux-la-Ville près de Saint-Saulge. Blessé, il est achevé par les Allemands, ainsi que ses camarades. Il est inhumé à Brest, au cimetière de Lambézellec.
À titre posthume, il est promu lieutenant, et créé Compagnon de la Libération. Une rue porte son nom à Brest.
Mais une faute d'orthographe à son nom le transforme en « François Fauquat », et ses parents ignorent les mérites éminents de leur fils. C'est seulement en 1989 que sa sœur fait le rapprochement avec son frère, en lisant un chapitre sur les Compagnons finistériens de la Libération, avec le nom proche et la date de naissance identique.

## Hommages et distinctions

### Décorations
- Chevalier de la Légion d'honneur
- Compagnon de la Libération par décret du 19 octobre 1945
- Médaille militaire
- Croix de guerre 1939–1945
- Médaille coloniale
- Médaille commémorative des services volontaires dans la France libre
- Chevalier du Nichan Iftikhar
- Ordre du Service distingué (Royaume-Uni).

### Hommages
La « rue François Fouquat » commémore son nom à Brest.